# Rivière Berry
Pour les articles homonymes, voir Berry (homonymie).
Ne doit pas être confondu avec Rivière Ferry ou Rivière Perry.
La rivière Berry est un affluent de la rivière Harricana, coulant dans la municipalité de Berry et le territoire non organisé de Lac-Chicobi, dans la municipalité régionale de comté (MRC) de Abitibi, dans la région administrative du Abitibi-Témiscamingue, au Québec, au Canada. Le cours de la rivière traverse les cantons de Berry, de Desboues et de Miniac.
Cette zone est surtout accessible par le chemin du Rang du Lac-à-Fillion Est (sens est-ouest), le chemin du Lac-à-Berry Est (sens est-ouest) et la route de Saint-Gérard (sens nord-sud).

## Géographie

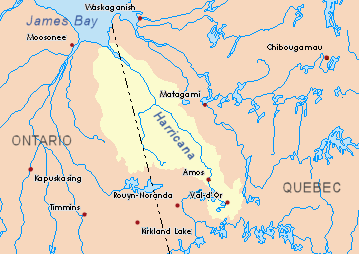
Bassin versant de la rivière Harricana.

La rivière Berry prend sa source à la confluence de deux ruisseaux forestiers (altitude : 297 m) situés dans le 4e rang à l'est du lac Berry.
Cette source est située au sud-est du lac Chicobi, au nord-ouest de Saint-Nazaire-de-Berry, au nord-ouest d'Amos, au sud-est de l'embouchure de la rivière Berry (confluence avec la rivière Harricana, au sud de Matagami et au nord-est de Macamic. Cette source est aussi située dans une plaine comportant quelques zones de marais au nord du chemin de fer.
Les principaux bassins versants voisins de la rivière Berry sont :
- Côté nord : rivière Desboues, rivière Octave, rivière Harricana ;
- Côté est : rivière Davy, rivière Harricana ;
- Côté sud : lac du Centre, lac à la Prèle ;
- Côté ouest : lac Berry, rivière Chicobi, lac Chicobi, rivière Macamic.

À partir de sa source, la rivière Berry coule sur environ 38 km, selon les segments suivants :
- vers le nord jusqu'au rang du Lac-Berry Ouest ;
- vers le nord-est, jusqu'au rang du Lac-à-Fillion Ouest qu'elle coupe à l'ouest de Berry ;
- vers le nord-est jusqu'à la route 399 ;
- vers le nord-est en formant une boucle vers le sud, jusqu'au chemin du rang du Lac-à-Magny Est ;
- vers le nord-est en coupant la route 0804 (sens nord-sud) qui longe la rive ouest de la rivière Harricana, jusqu'à l'embouchure de la rivière[2].

La rivière Berry se déverse dans un coude de rivière sur la rive ouest de la rivière Harricana. À partir de là, le courant de la rivière Harricana coule généralement vers le nord-ouest, en traversant en Ontario pour se déverser sur la rive sud de la Baie James.
Cette confluence de la rivière Berry avec la rivière Harricana est située à l'ouest de la route 109, au sud-est de Joutel, au nord-est de Macamic, au nord d'Amos et au sud de Matagami.

## Toponymie
Le toponyme « rivière Berry » a été officialisé le 5 décembre 1968 à la Commission de toponymie du Québec, soit lors de la création de cette commission.